# شیدروم
شید روم (TSR) یک شرکت رسانه‌ای است که توسط آنجلیکا نواندو در مارس ۲۰۱۴ تأسیس شد. «شید روم» که مبتنی بر اینستاگرام است، اخبار مربوط به افراد مشهور و پرطرفدار را عمدتاً در جامعه آفریقایی-آمریکایی‌ها، ارائه می‌دهد.

## شید روم از دید رسانه‌ها
نیویورک تایمز شید روم را «TMZ اینستاگرام» نامیده است.
فوربس با معرفی آنجلیکا نواندو در فهرست ۳۰ شخص زیر ۳۰ سال خود در سال ۲۰۱۶، گفت که او با تأسیس شید روم «شایعات مربوط به سلبریتی‌ها را متحول کرد».
تک‌کرانچ نام او را در فهرست «۱۸ بنیانگذار زن که در سال ۲۰۱۵ موفق شدند» قرار داد.
بازفید می‌گوید آنجلیکا نواندو «سریعتر از هر کس دیگری در حال کشف مسائل است.»